# Светозар Манојловић
Светозар Манојловић (Долово (Панчево), 4. септембар 1848 - Долово, 10. јун 1909) је био мајор аустроугарске војске, песник и преводилац.

## Биографија
Основну школу завршио је у родном месту, а потом похађао Граничарско-пешадијску школу у Белој Цркви (1860-1863) и Кадетску школу у Бечком Новом Месту (1864-1865). Војну службу започео је 1863. као редов у Српско-банатској пешадијској граничарској регименти. Учествовао у аустријско-пруском рату 1866. у бици код Садове. Наставник Кадетске школе у Темишвару био је од 1872. до 1879, ниже Војне реалне гимназије у Кишмартону од 1879. до 1887. а крајем исте године постао краљевски мађарски гардиста у Бечу. Поручник је постао 1875, капетан 1881, капетан I класе 1885, коњички капетан 1887, а када је априла 1901. пензионисан на лични захтев, добио је чин коњичког мајора. Након пензионисања живео је у родном месту.
Говорио је немачки и румунски а служио се мађарским, италијанским и словачким језиком. Књижевни рад започео превођењем српских народних песама на немачки. Преводио је на немачки и песме Васе Живковића, Јована Грчића Миленка, Спиридона Јовића, Ј. Ј. Змаја, Ђуре Јакшића, кнеза Николе Петровића, Бранка Радичевића, Јована Суботића, Милорада Поповића Шапчанина, Ивана Трнског и др.
Своје песме и приповетке објављивао у Вијенцу, Босанској вили, Бранковом колу, Будућности, Винковцима и околици, Женском свету, Истоку, Јавору, Немањи, Новој искри, Соколу, Србобрану, Стражилову. Пред крај живота приредио је збирку Шароперке, у којој су се нашле песме раније објављене у периодици, али и оне које дотад није публиковао. Иза њега су остали необјављени преводи на немачки српских народних песама и приповедака и преводи песама више наших писаца. Највећи део рукописне заоставштине чува се у Рукописном одељењу Матице српске.
Одликован је Ратном медаљом, Официрском медаљом за заслуге III реда, Медаљом за војничке заслуге на црвеној траци, Сребрном јубиларном дворском медаљом за оружану силу, Signum Laudis, Орденом Светог Саве IV реда итд.